# Ormosia caucasica
Ormosia caucasica är en tvåvingeart som beskrevs av Evgenyi Nikolayevich Savchenko 1973. Ormosia caucasica ingår i släktet Ormosia och familjen småharkrankar. Inga underarter finns listade i Catalogue of Life.